# PalaCatania
Il PalaCatania  è un impianto sportivo polivalente della città di Catania, utilizzato principalmente per ospitare eventi sportivi.

## Storia
I lavori per la costruzione del palazzetto dello sport di corso Indipendenza, furono avviati nel 1989. Ribattezzato PalaCatania, fu inaugurato, non ancora completo, il 26 novembre 1995, in occasione della partita di Serie A2 di pallavolo maschile tra la TNT Traco Catania e la Pallavolo Reima Crema. Il completamento della struttura avvenne poco più tardi, e a seguito di un sopralluogo effettuato il 30 aprile 1997 da parte di funzionari della Commissione provinciale di vigilanza sui locali pubblici della Prefettura di Catania, gli fu concessa l'agibilità per 4.000 posti a sedere.
La struttura ha ospitato le gare di ginnastica artistica, ginnastica ritmica e pallavolo, nell'ambito delle Universiadi in Sicilia del 1997, nonché quelle di pallavolo ai Giochi mondiali militari del 2003, e ai mondiali maschili del 2010 e Gare di qualificazione per il World Grand Prix 2015 e numerosissimi altri eventi.

## Descrizione
Il PalaCatania sorge in corso Indipendenza 227, nel quartiere di San Leone, periferia ovest di Catania, ed è un impianto polifunzionale che ospita manifestazioni sportive o di altra natura, come i concerti. È, al momento, il principale palazzetto dello sport della Città Metropolitana di Catania ed uno dei quattro impianti più grandi dopo lo stadio Angelo Massimino,  le Piscine Nesima e il PalaNesima (in ristrutturazione).
Interamente coperto, in ambito sportivo è destinato alla pallacanestro, pallavolo, calcio a cinque e pallamano, e la capienza ufficiale complessiva è di 5000 posti a sedere, distribuiti su quattro tribune.

## Eventi
Sport
| Data o periodo                | Evento                                                                              | Sport                                               | Spettatori | Nota   |
| ----------------------------- | ----------------------------------------------------------------------------------- | --------------------------------------------------- | ---------- | ------ |
| 20-31 agosto 1997             | Gare dell'XIX Universiade                                                           | Ginnastica artistica, ginnastica ritmica, pallavolo | N.D.       |        |
|                               |                                                                                     |                                                     |            |        |
| gennaio 1998                  | Qualificazioni al Campionato mondiale del Giappone 1998                             | Pallavolo femminile                                 | N.D.       |        |
| 2 agosto 2002                 | Italia- Spagna (World League di pallavolo 2002)                                     | Pallavolo maschile                                  | 3.600      |        |
| 3-11 dicembre 2003            | Gare dei III Giochi mondiali militari                                               | Pallacanestro, pallavolo                            | N.D.       | [ 5 ]  |
| 26 novembre - 2 dicembre 2007 | Torneo di pre-qualifica olimpica-Zona Europea                                       | Pallavolo maschile                                  | N.D.       |        |
| 24 settembre-10 ottobre 2010  | Gare del Campionato mondiale di pallavolo maschile 2010                             | Pallavolo maschile                                  | N.D.       |        |
| 13 maggio 2011                | Titolo italiano pesi medio-massimi (Danilo D'Agata vs Emanuele Barletta)            | Pugilato                                            | N.D.       | [ 6 ]  |
| 17 aprile 2011                | Finale di Coppa Italia 2010-2011 (Bergamo - Villa Cortese 1 - 3)                    | Pallavolo femminile                                 | N.D.       | [ 7 ]  |
| 25 giugno 2011                | Gran Galà di Boxe                                                                   | Pugilato                                            |            |        |
| 4-6 novembre 2011             | Campionati Italiani Senior Nere di Taekwondo                                        | Taekwondo                                           | N.D.       | [ 8 ]  |
| 10 dicembre 2011              | Grand Prix 2011 di ginnastica                                                       | Ginnastica aerobica, ginnastica artistica           | N.D.       | [ 9 ]  |
| 16-17 giugno 2012             | Campionati italiani assoluti di ginnastica artistica 2012                           | Ginnastica artistica                                | N.D.       |        |
| 6-7 aprile 2013               | Campionati italiani assoluti di judo 2013                                           | Judo                                                | N.D.       | [ 10 ] |
| 22-26 luglio 2013             | European Gasshuku Karate                                                            | Karate                                              | N.D.       | [ 11 ] |
| 17-18 maggio 2014.            | Campionato italiano di kick boxing 2014                                             | Kick Boxing                                         | N.D.       | [ 12 ] |
| 3-5 luglio 2014               | Second Jundokan Sicily-Italy Gasshuku,                                              | Karate                                              |            |        |
| 13-14 dicembre 2014           | Campionati italiani assoluti di Muay Thai 2014                                      | Muay Thai                                           | N.D.       | [ 13 ] |
| 30 gennaio 2015               | Incontro di qualificazioni per le Olimpiadi 2016 (Clemente Russo vs Aleksey Egorov) | Pugilato                                            | 4.000      | [ 14 ] |
| 16-18 luglio 2015             | Gare di qualificazione per il World Grand Prix 2015                                 | Pallavolo femminile                                 | N.D.       | [ 15 ] |
| 23-24 aprile 2016             | Campionati Italiani Junior di judo 2016                                             | Judo                                                | N.D.       | [ 16 ] |
| 2-3 luglio 2016               | I International Taekwondo Catania Cup                                               | Taekwondo                                           | N.D.       |        |
| 2-4 agosto 2019               | Qualificazioni Olimpiadi di Tokio 2020                                              | Pallavolo femminile                                 |            |        |

20 gennaio 2024
Musica e televisione
| Data                   | Artista | Nazionalità | Biglietti venduti / Biglietti disponibili                                                                      | Incasso |
| ---------------------- | --- | ----------- | --- | ------- |
| 30 novembre 2000       | Gianluca Grignani | Italia      | N.D. | N.D.    |
| 29 novembre 2003       | Torno sabato... e tre - varietà televisivo di Raiuno condotto da Giorgio Panariello                                       | Italia      | |         |
| 25 aprile 2004         | Francesco Guccini | Italia      | N.D. | N.D.    |
| 3 maggio 2005          | Gianni Morandi | Italia      | N.D. | N.D.    |
| 7 marzo 2006           | Lou Reed | Stati Uniti | N.D. | N.D.    |
| 24 marzo 2006          | Pooh | Italia      | N.D. | N.D.    |
| 13 marzo 2008          | Biagio Antonacci | Italia      | N.D. | N.D.    |
| 23 maggio 2009         | Giorgia | Italia      | N.D. | N.D.    |
| 20 gennaio 2010        | Il mondo di Patty musical tratto dall'omonima serie televisiva                                                            | Argentina   | |         |
| 22 dicembre 2012       | Gigi D'Alessio, Anna Tatangelo, Valerio Scanu, Giusy Ferreri, Luca Madonia, Paolo Meneguzzi, Mario Venuti e Zero Assoluto | Italia      | Tutti Insieme per "Messina" concerto di beneficenza Presentato da Salvo La Rosa con Enrico Guarneri (Litterio) |         |
| 1-4 marzo 2012         | Notre Dame de Paris | Italia      | |         |
| 21 aprile 2012         | Caparezza | Italia      | N.D. | N.D.    |
| 25-26 gennaio 2014     | Violetta | Argentina   | N.D. | N.D.    |
| 8-9 aprile 2017        | Dance Competition 2017 - Galà internazionale di danza Ospite Carla Fracci                                                 | Italia      | N.D. | N.D.    |
| 28-29-30 novembre 2019 | Marco Mengoni | Italia      | |         |
| 20 gennaio 2024        | Coez, Frah Quintale | Italia      | 4000 |         |